# Костецький Борис Іванович
Бори́с Іва́нович Косте́цький (20 березня (2 квітня) 1910, Тетіїв — 1991) — український радянський учений, доктор технічних наук (з 1951 року), професор (з 1954 року), заслужений діяч науки УРСР (з 1980 року), заслужений винахідник СРСР[джерело?].

## Біографія
Народився 20 березня (2 квітня) 1910 року в місті Тетієві (тепер Київська область України). Закінчив Київський гідромеліоративний технікум, служив у Червоній Армії, у 1934 році виїхав на Урал. Працюючи на «Уралмаші», у 1940 році закінчив вечірнє відділення механічного факультету Уральського політехнічного інституту.
У роки радянсько-німецької війни працював майстром цеху, старшим технологом, інженером-дослідником заводу, який випускав танки Т-34. Працюючи на підприємстві, готував кандидатську дисертацію з проблем різання металів, яку захистив у 1943 році.
1946 року, коли за конкурсом обійняв посаду старшого наукового співробітника Інституту будівельної механіки АН УРСР, повернувся в Україну. Через п'ять років захистив докторську дисертацію на тему: «Зносостійкість деталей машин» на вченій раді Інституту машинознавства АН СРСР. В 1954 році отримав звання професора. У 1954—1966 роках — професор Київського інституту інженерів цивільної авіації; з 1966 року — Української сільськогосподарської академії, де в 1971—1976 роках завідував кафедрою технології металів та надійності і довговічності машин.

Могила Бориса Костецького

Помер в 1991 році. Похований в Києві на Байковому кладовищі.

## Наукові праці
Праці присвячені питанням якості поверхні металів, надійності й довговічності машин. Вчений створив новий науковий напрям у теорії спрацювання деталей машин. Він дав класифікацію явищ спрацювання за ознаками ведучих процесів руйнування поверхонь деталей (механічні, фізико-хімічні), у зв'язку з чим було розроблено комплексну методику наукових досліджень і створено відповідні машини тертя. Ним були розроблені теоретичні основи окислювального спрацювання.
Підготував майже 160 кандидатів наук (100 з них в УСГА) і 12 докторів наук, одержав понад 40 авторських свідоцтв на винаходи. З-під його пера вийшло понад 500 наукових праць, у тому числі 25 монографій та брошур, які широко використовуються на практиці. Частина із них видана за кордоном.

## Громадська діяльність
Займаючись громадською діяльністю, у 1985—1990 роках виконував обов'язки заступника голови Ради з надійності і довговічності машин і споруд при Президії АН УРСР, був членом Ради фізико-хімічної механіки при АН УРСР.

## Відзнаки
У 1980 році вченому присвоєно звання заслуженого діяча науки і техніки України.